# Лате-арт
Ла́те-арт (від італ. latte art, «молоко» і «мистецтво» відповідно) — це особливий спосіб вливання спіненого молока в еспресо, завдяки чому на поверхні кави утворюються різні візерунки. Також візерунок може бути створений шляхом простого малювання на верхньому шарі піни, наприклад, зубочисткою або іншим гострим предметом. Лате-арт вимагає чіткого дотримання пропорцій молока і кави. Цим мистецтвом можуть займатися тільки дуже досвідчені баристи.

## Короткий огляд

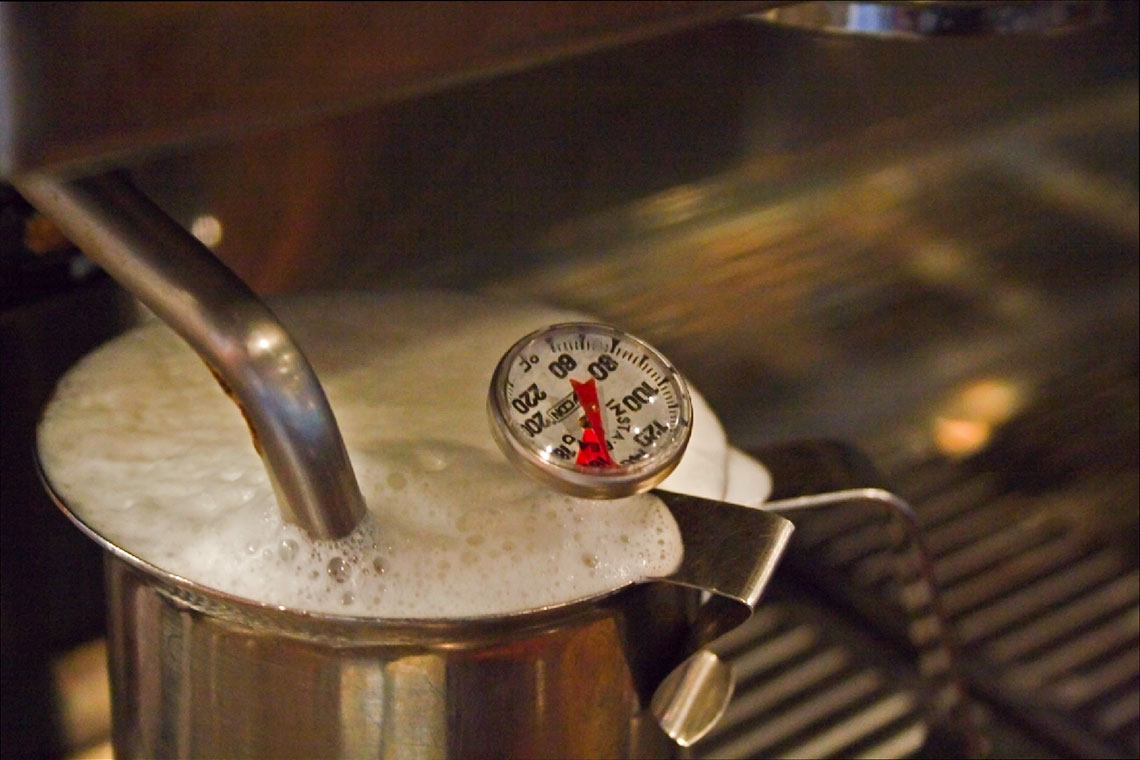
Молоко в процесі приготування. Поки воно ще занадто «пінисте» для лате-арту

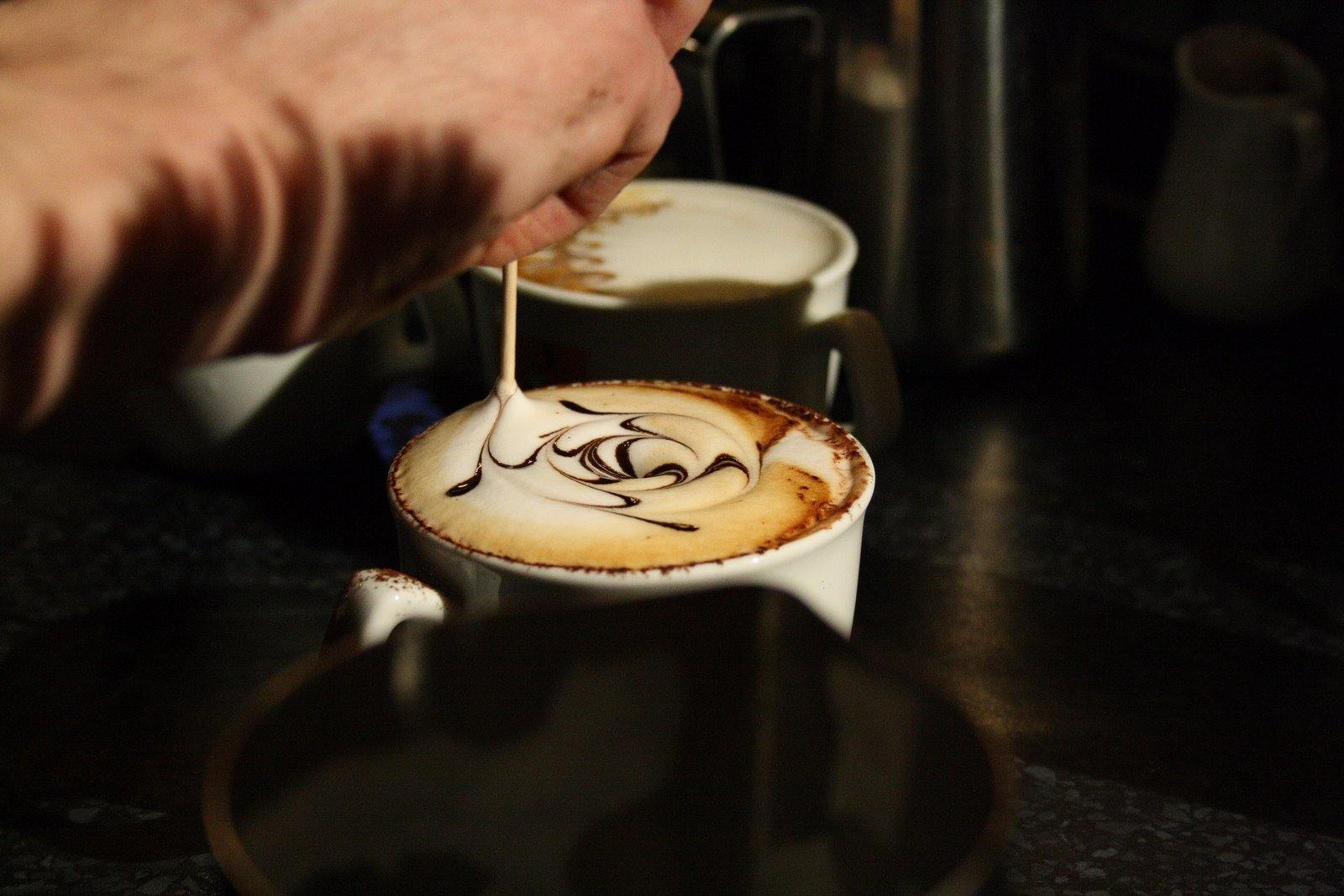
Процес створення лате-арту

Молоко збивається певним чином, доки не досягне температури 65–67°C. У результаті має вийти однорідна піна кремової констистенції. Підготовка молока полягає в тому, що його доводять до температури, при якій виділяється певна кількість піни. При вливанні молока в каву молочна піна змішується з кавою й утворює візерунки вигадливої форми. Процес утворення малюнка тримається під суворим контролем бариста. Молоко має бути ідеально глянцевим, без великих бульбашок.
Якість еспресо також є дуже важливою складовою, кава має готуватися від 20 до 30 секунд, щоб її колір став червоно-коричневим.

## Стилі
Найпоширенішим стилем є «Розета», вона нагадує квітку або листок. Бариста, наливаючи молоко, розгойдує глечик із ним у різні боки, завдяки чому виходять пелюстки. Чашка перебуває під нахилом, і в такому положенні в неї вливають молоко. Завдяки цьому піна піднімається нерівномірно й пелюстки виходять різної величини. Потім бариста проводить тонку смужку молока знизу вгору, утворюючи тим самим стеблинку квітки.
У лате-арті існують лише три фігури — квітка, яблуко, сердечко. Решта — їх похідні. До речі, правильно говорити лáте-арт, а не латé-арт. Слово лате італійське й перекладається як «молоко». Лате-арт, відповідно, перекладається як «молочне мистецтво».